# Петаки-Боски (Мантова)
Петаки-Боски је насеље у Италији у округу Мантова, региону Ломбардија.
Према процени из 2011. у насељу је живело 44 становника. Насеље се налази на надморској висини од 94 м.